# Grzegorz Tobiszowski
Grzegorz Józef Tobiszowski, né le 1er novembre 1965 à Ruda Śląska en Pologne, est un homme politique polonais, membre de Droit et justice. Il est élu député européen en 2019.